# بيرسي ريد (سياسي)
بيرسي ريد هو سياسي كندي، ولد في 1874، وتوفي في 14 نوفمبر 1927.